# Langerak
Langerak er betegnelsen for Limfjordens østligste og smalle del mellem Aalborg og Hals. Langerak er et 30 kilometer langt og 1-2 kilometer bredt sund. 
Langeraks flodlignende løb blev dannet i slutningen af sidste istid, da landjorden omkring Langerak hævede sig.